# Intel 8080
Intel 8080 — 8-бітний мікропроцесор, випущений компанією Intel в квітні 1974 року. Являє собою вдосконалену версію процесора Intel 8008. За твердженням Intel, цей процесор забезпечував десятикратне зростання продуктивності в порівнянні з Intel 8008.

## Опис
Процесор випускався по новітній тоді 6-мікронній N-МОН технології, що дозволило розмістити на кристалі 4500 транзисторів. Процесор, хоча й був збудований на архітектурі Intel 8008, але мав багато відмінностей від свого попередника, завдяки яким і отримав велику популярність. У новому процесорі була дуже розвинена система команд — 16 команд передачі даних, 31 команда для їх обробки, 28 команд для переходу (із прямою адресацією), 5 команд керування. У мікропроцесорі Intel 8080 не було команд множення, для їх реалізації передбачалося застосовувати співпроцесор. Процесор, завдяки наявності 16-розрядної адресної шини, міг адресувати 64 Кбайт пам'яті, яка не поділялася на пам'ять команд і даних. Хоча процесор був 8-розрядним і мав сім 8-бітних регістрів (A, B, C, D, E, H, L), він міг опрацьовувати й 16-розрядні числа, для цього деякі регістри об'єднувалися в пари (BC, DE, HL). Стек розміщувався в зовнішній пам'яті (у процесорі апаратно реалізовано лише вказівник на нього), тоді як в Intel 8008 стек був внутрішнім. 

## Застосування
На базі мікропроцесора Intel 8080 фірма MITS випустила «перший у світі мінікомп'ютерний комплект, який міг конкурувати з промисловими зразками» Altair 8800 (фактично, персональний комп'ютер), який користувався неймовірною на той час популярністю (MITS не встигала вчасно опрацьовувати замовлення[джерело?]). 
Окрім Altair 8800, мікропроцесор Intel 8080 також застосовувався в пристроях керування вуличним освітленням і світлофорами.

## Розвиток
У березні 1976 року Intel випустила вдосконалену версію мікропроцесора — Intel 8085.
Також на його основі компанія розробила свій перший 16-розрядний мікропроцесор Intel 8086, який поклав початок архітектурі x86.